# Pediobius bethylicidus
Pediobius bethylicidus är en stekelart som beskrevs av Kerrich 1973. Pediobius bethylicidus ingår i släktet Pediobius och familjen finglanssteklar. Inga underarter finns listade i Catalogue of Life.